# Aventura

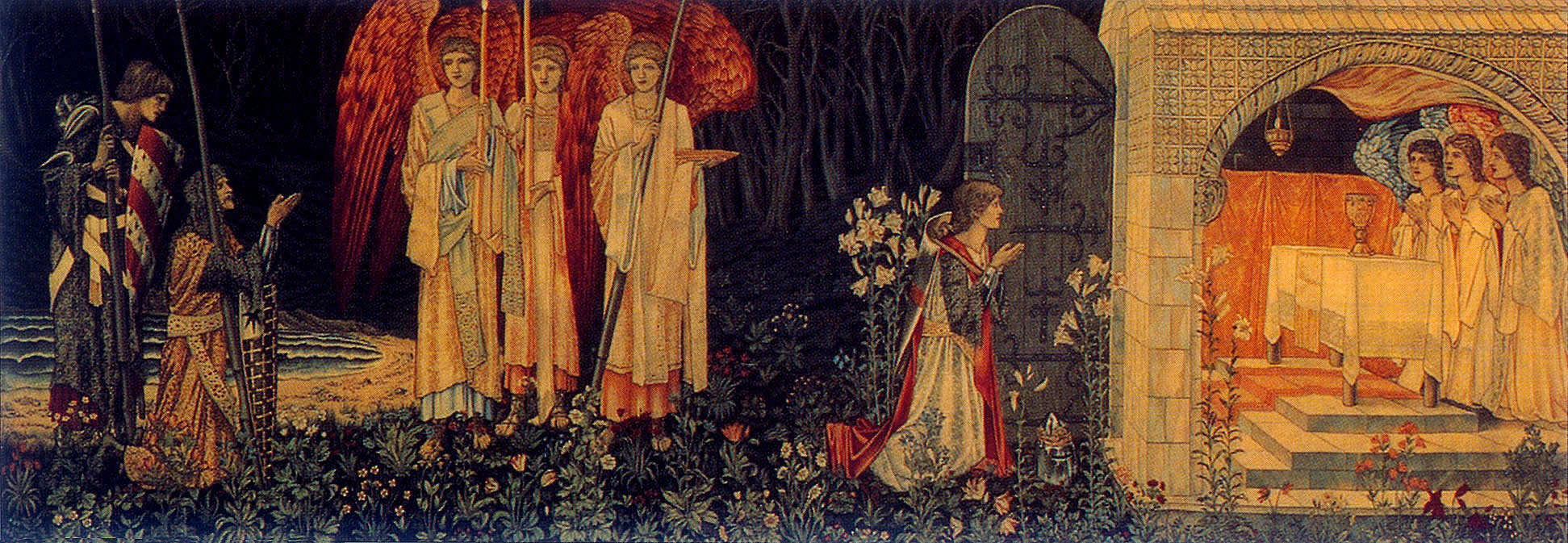
Representació d'una aventura.

Una aventura és una activitat que comporta riscos, perills o experiències desconegudes. El terme s'usa normalment per referir-se a activitats físiques que tenen perill potencial, com alpinisme, paracaigudisme i esports extrems. S'utilitza també quan es parla d'empreses potencialment plenes de riscos, fins i tot en el camp dels negocis. Un aventurer és una persona que basa la seva manera de viure la vida o la seva fortuna en actes intrèpids.
Aquest tipus d'experiències aventureres creen una excitació psicològica i fisiològica, que poden ser interpretades positivament o negativament (per exemple, creant por en l'individu). Per algunes persones, l'aventura és un dels objectius de la vida. Les activitats d'aventura es realitzen amb propòsits de recreació o excitació. Tot i això, una experiència aventurera pot derivar en un enriquiment de coneixement i descobriments, com és el cas dels pioners que van explorar la Terra i, en temps moderns, han viatjat a l'espai i a la Lluna. A més a més, una aventura pot referir-se a una experiència inusual o en la realització d'una acció sense tenir en compte les conseqüències.

## Gènere literari
El gènere d'aventures, en el context de la narrativa, s'aplica normalment a obres en què el protagonista o un altre personatge principal es troben sovint en situacions perilloses. Un personatge aventurer es refereix a un personatge que viu del seu enginy i les seves habilitats. Les novel·les d'aventures i el cinema d'aventures són gèneres prominents en els seus respectius camps. En els jocs i videojocs, el terme "joc d'aventures" fa referència a videojocs centrats en l'exploració, un gènere que destaca principalment en els videojocs de rol (RPGs).